# Nikolos Tschcheidse

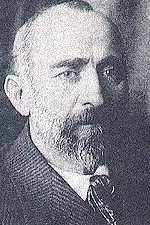
Nikolos Tschcheidse

Nikolos (Karlo) Tschcheïdse (georgisch ნიკოლოზ (კარლო) ჩხეიძე; russisch Николай Семёнович Чхеидзе/Nikolai Semjonowitsch Tschcheidse; * 1864 in Puti, Gouvernement Kutaissi, Russisches Kaiserreich, heute Imeretien, Georgien; † 7. Juni 1926 in Leuville-sur-Orge, Frankreich) war ein georgischer Politiker (Sozialdemokrat). Der Menschewik spielte nach der Februarrevolution 1917 als Vorsitzender der Arbeiter- und Soldatenräte Russlands eine Schlüsselrolle in der russischen Politik. 1918 war er Präsident der Nationalversammlung der Demokratischen Republik Georgien.

## Leben
Tschcheidse absolvierte das Georgische Gymnasium in Kutaissi und studierte anschließend Veterinärmedizin an der Universität von Noworossia in Odessa. Er wechselte zum Veterinärmedizinischen Institut in Charkow, wo er wegen einer Teilnahme an Studentenprotesten relegiert wurde, und zog nach Batumi.
1893 war er gemeinsam mit Noe Schordania und G. Zereteli Gründer der ersten sozialistischen Partei in Georgien, der Messame-Dassi-Gruppe (dt. Die dritte Gruppe). 1898 trat er gemeinsam mit der Gruppe der Sozialdemokratischen Arbeiterpartei Russlands (SDAPR) bei. 1903 schloss er sich dem menschewistischen Flügel der Partei an.
1898 bis 1902 war er Sprecher des Stadtparlaments von Batumi. 1907 wurde er zum Sprecher des Stadtparlaments von Tiflis gewählt. Er war Abgeordneter der dritten und der vierten russischen Staatsduma in Moskau. 1912 wurde er dort menschewistischer Fraktionsvorsitzender. Im gleichen Jahr wurde er in das Organisationskomitee der SDAPR gewählt. Zu Beginn des Ersten Weltkriegs votierte er gegen die Kriegskredite.

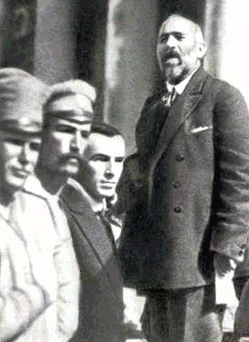
Nikolos Tschcheidse, Rede in Petrograd 1917

Nach der Februarrevolution 1917 wurde er Vorsitzender des Petrograder Sowjets und schloss sich dem Provisorischen Komitee der Staatsduma an. Im März und April war er an der Bildung der Provisorischen Regierung beteiligt. Ministerposten lehnte er ab. Stattdessen wurde er im März zum Vorsitzenden der Allrussischen Rätekonferenz gewählt und im Juni Vorsitzender deren Zentralen Exekutivkomitees.
Tschcheidse unterstützte die bürgerlich-revolutionäre Koalitionsregierung und kritisierte die Bolschewiki als „Anstifter“ und „Verschwörer“: „Lenin wird der einzige sein, den die Revolution auslässt und wir werden unseren eigenen Weg gehen.“ Im Herbst 1917 schloss er sich dem russischen Vorparlament an. Unmittelbar vor der Oktoberrevolution fuhr er in die Ferien nach Georgien. Nach dem Sieg der Bolschewiki kehrte er nie wieder nach Russland zurück.
Von Februar bis Mai 1918 war er Präsident des Sejms der Transkaukasischen Demokratisch-Föderativen Republik. Nach der Gründung der Demokratischen Republik Georgien wurde er Präsident der georgischen Nationalversammlung. Er war Chef der georgischen Delegation bei den Verhandlungen über eine Anerkennung der Unabhängigkeit Georgiens mit den Westalliierten und nahm auch an der Pariser Friedenskonferenz 1919 teil. Im Winter 1920/21 schrieb er mit anderen die georgische Verfassung.
Nach dem Einmarsch der Roten Armee in Georgien 1921 flüchtete Tschcheidse nach Frankreich. Im Juni 1926 beging er in Leuville-sur-Orge Selbstmord.